# Cantonul La Garde
Cantonul La Garde este un canton din arondismentul Toulon, departamentul Var, regiunea Provence-Alpes-Côte d'Azur, Franța.

## Comune
- La Garde (reședință)
- Le Pradet